# Gary Gullock
Gary Gullock (* 3. Januar 1958) ist ein ehemaliger australischer Ruderer. 1984 gewann er die olympische Silbermedaille mit dem australischen Doppelvierer.

## Karriere
Gary Gullock vom Wendouree Ballarat Rowing Club war bis 1975 und 1976 mit dem Boot seiner High School erfolgreich. 1977 nahm er im Achter an den australischen Jugendmeisterschaften teil. Nach jahrelanger Pause trat er 1983 bei der Interstate Championship im Einer an und belegte den dritten Platz.
1984 bildete der 1,88 m große Gullock einen Doppelvierer mit Paul Reedy, Timothy McLaren und Anthony Lovrich. Bei den Olympischen Spielen in Los Angeles gewannen die Australier den ersten Vorlauf, den zweiten gewann das Weltmeisterboot aus der Bundesrepublik Deutschland. Im Endlauf siegten die Deutschen mit 0,43 Sekunden Vorsprung vor den Australiern, die drittplatzierten Kanadier lagen 1,09 Sekunden hinter den Australiern.
Gullock nahm nie an Weltmeisterschaften teil. Bei den australischen Interstate Championships siegte er 1985 im Einer; 1988, 1991, 1992 und 1994 gewann er den Wettbewerb als Mitglied des Achters.
Gullock war über 30 Jahre Zahnprothetiker an einer Zahnklinik in Ballarat.